# Elslein von Kaub

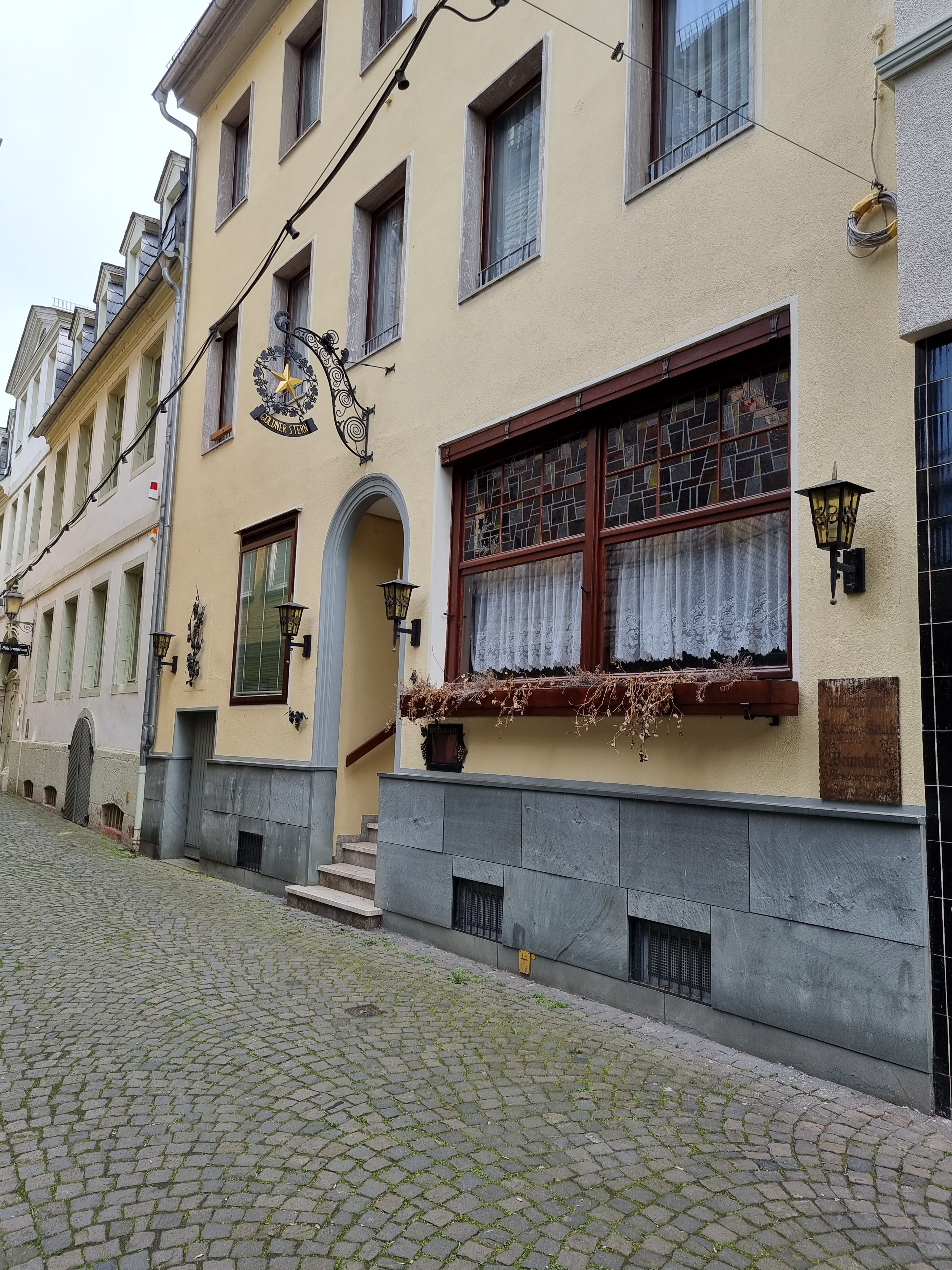
Gasthof Goldener Stern in Kaub, ehemals Elsleinschänke und angeblich Geburtshaus des Elsleins

Die Geschichte des Elsleins von Kaub ist eine Erzählung des Heimatforschers und Wiesbadener Stadtarchivars Christian Spielmann in dessen Werk Kaub: Vaterländisches Festspiel in drei Vorgängen aus dem Jahr 1913, die im kurpfälzischen Caub um 1500 spielt. Die möglicherweise auf einer Sage oder Legende beruhende Handlung, welche durch mündliche Überlieferung über die Jahrhunderte weitergegeben worden sein soll, ist im kollektiven Gedächtnis der Stadt fest verankert und  Bestandteil der Kauber Tradition. Nach dem Elslein wurde in Kaub ein ehemaliger Gasthof, eine Gastschänke (das angebliche Geburtshaus) sowie das ehemalige örtliche Schwimmbad benannt. Auch wird jedes Jahr zum Winzerfest ein „Elslein von Kaub“ als Repräsentantin der Stadt gewählt.

## Handlung
Die junge Else Welser, Tochter eines Geschützgießmeisters aus Kaub, verliebte sich in den Gesellen ihres Vaters, der sie aus diesem Grunde des Hauses verwies. Auch der Geselle verließ daraufhin die Stadt. Er kehrte 1504, nun selbst Meister, während der Belagerung der Stadt Kaub in die Stadt zurück, versöhnte sich mit seinem alten Meister und unterstützte ihn beim Guss von Kanonen, der besondere Kenntnisse fordert.
Auch Else zog es daraufhin in ihre Heimat zurück. Am anderen Ufer des Rheines angekommen, stieß sie auf die pfälzischen Truppen, die zur Verstärkung der Belagerten den Fluss überqueren wollten. Diese wussten jedoch nicht, wie sie die Stromschnellen und Klippen im Rhein am Wilden Gefähr überwinden sollten. Als Soldat verkleidet führte die ortskundige Else die Truppen in der Nacht über den Rhein und ermöglichte so die Befreiung ihrer Heimatstadt.

## Elslein-Lied
Ein dem Elslein gewidmetes Volkslied nach einem Gedicht von Carl Schultes hat sich im Laufe der Zeit  Hymne-ähnlich als Erkennungszeichen der Stadt Kaub etabliert:
```
1    	 Es liegt ein Städtlein an dem Rhein,
	 ist keines sonst ihm gleich;
	 darinnen wohnt die Liebste mein,
	 die Schönst' im ganzen Reich,
 	 Elslein, ach Elslein, du Rose im Laub
	 Dich lieb' ich ewig, mein Elslein von Caub!
2	 Was nützet Reichtum und Gesind',
	 was aller Ahnen Zahl?
	 Ist kalt das Herz, für Liebe blind,
 	 Ade dann, Welt, zumal,
	 Elslein, ach Elslein, dem Treueschwur glaub,
	 „Du bist mir alles, mein Elslein von Caub!“
3	 Laß fahren allen Erdentand,
	 bleibt die Lieb' allein!
	 Sie führet an der Treue Hand
	 zur Seligkeit dich ein.
	 Elslein, ach Elslein, bis einst ich bin Staub
 	 bleib' ich dein eigen, mein Elslein von Caub!

Text: Carl Schultes
Musik: Bernhard Pompecki, auch Max Filke oder Hermann Schulken

```